# Kleintransporter

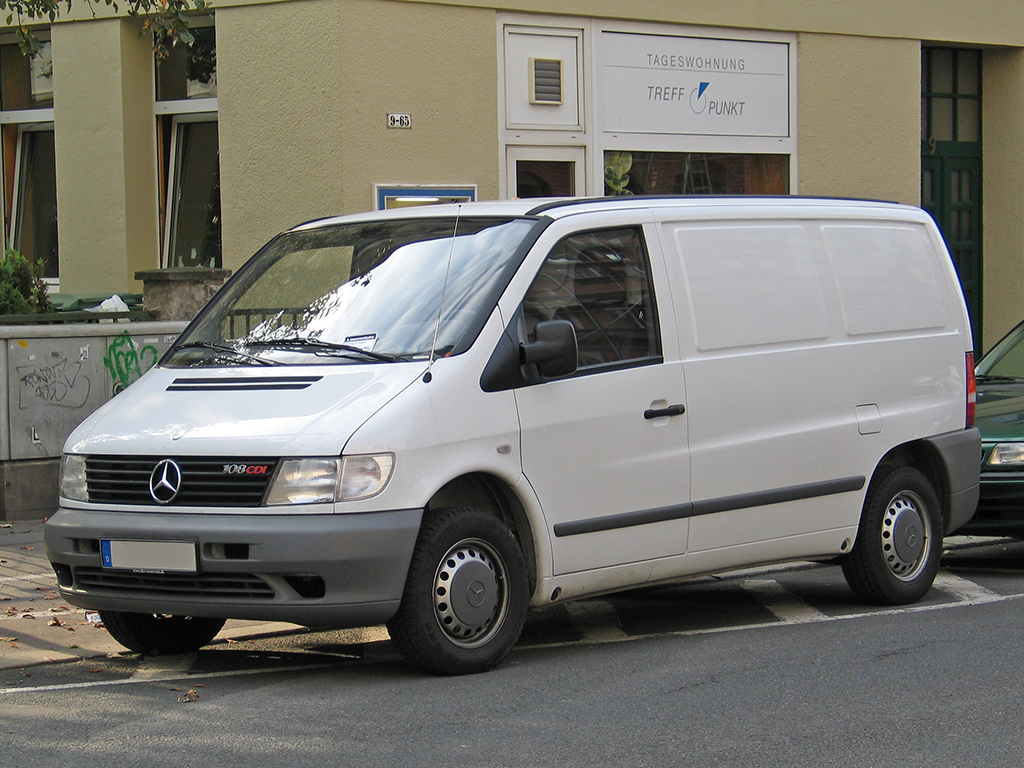
Mercedes-Benz Vito, erste Generation

Als Kleintransporter werden im 21. Jahrhundert im Rahmen des europäischen Marktes kleine Nutzfahrzeuge bezeichnet, die aufgrund ihres zulässigen Gesamtgewichts bis 3,5 Tonnen mit dem Führerschein Klasse B gefahren werden dürfen. Die Nutzlast eines Kleintransporters liegt zwischen etwa 0,5 und 1,5 Tonnen. Ab 3,5 Tonnen zulässiger Gesamtmasse sind der Führerschein Klasse C1 (bis 7,5 Tonnen) oder C (mehr als 7,5 Tonnen zulässige Gesamtmasse) sowie bei gewerblicher Nutzung ein Fahrtenschreiber Pflicht.

## Geschichte
Die Vorgeschichte leichter Lieferwagen reicht bis zu den Anfängen des Automobilbaus am Ende des 19. Jahrhunderts zurück.

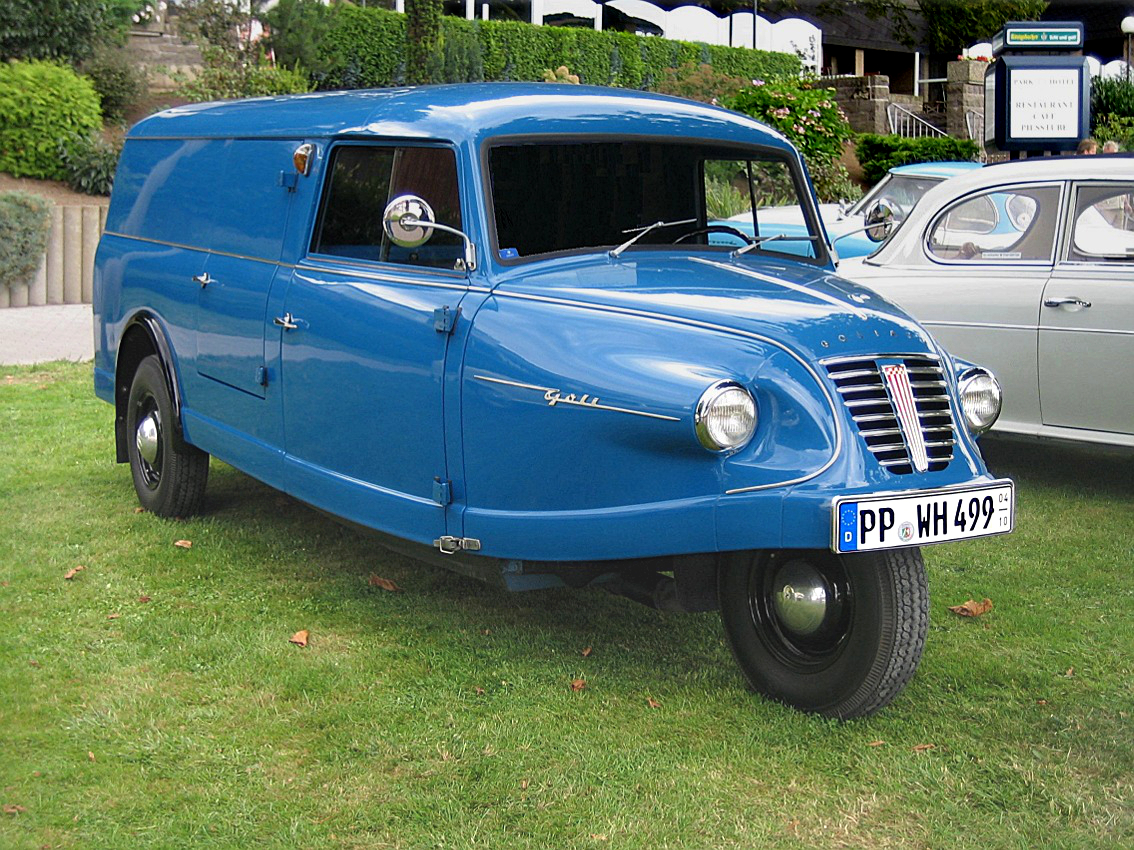
„Goli“-Dreirad von Goliath, Baujahr 1959

In der Zeit vor dem Zweiten Weltkrieg stellten verschiedene Hersteller sogenannte Eil-Lieferwagen her, die meist eine Nutzlast von 200–300 kg boten und nur drei Räder hatten. Beispiele dafür sind Tempo und Framo. Auch vierrädrige Kleintransporter wurden bereits zu Vorkriegszeiten hergestellt, zum Beispiel ab 1938 der Framo V 500.
Fahrzeuge mit nach vorn gerücktem Führerhaus, 4-Zylinder-Boxermotor und Fahrwerkskonstruktionen aus dem Automobilbau baute der österreichische Hersteller Steyr Daimler Puch ab 1934. Dazu sind die folgenden Typen bekannt:
- auf Basis des Steyr 50
  - Lieferwagen Steyr 110 (32 PS, 1,4-Liter-Motor, 400 kg Nutzlast, 1934–1936, verkauft 150 Stück)
  - Lieferwagen Steyr 210 (35 PS, 1,5-Liter-Motor, 400 kg Nutzlast, 1937–1938, verkauft 60 Stück)
- auf Basis des Steyr 55
  - Lieferwagen Steyr 150 (35 PS, 1,5-Liter-Motor, 750 kg Nutzlast, verstärktes Fahrwerk, 1938–1939, verkauft 205 Stück)
  - Militärversion Steyr 250 (Änderungen zum Kübelwagen nach Anforderungen der Wehrmacht, 1938–1940, Abnahme 1200 Stück)

In Museen erhaltene Fahrzeuge der Lieferwagenbaureihen von Steyr sind kaum bekannt. Vermutlich haben nur wenige Stücke dort Eingang gefunden. In dem Film Der Bockerer II – Österreich ist frei wurde ein Steyr 150 mit Pritschenaufbau genutzt. Das Fahrzeug mit der Türaufschrift „Karl Bockerer“ wurde später in der Jubiläumsausstellung „25 Jahre ÖGHK“ im Technischen Museum in Wien gezeigt. Der 1939 vorgestellte Citroën TUB mit dem Antriebsstrang des Citroën Traction Avant war ein Frontlenker mit seitlicher Schiebetür.
Nach dem Krieg wurden die bisher gebräuchlichen Pferdefuhrwerke zunehmend von Kleintransportern, damals auch Schnelltransporter genannt, verdrängt. Die Fahrzeuge hatten zunächst aus heutiger Sicht schwache Motoren von 10–25 kW und waren spartanisch ausgestattet. Typische frühe Vertreter in Deutschland waren der DKW-Schnellaster, der Tempo Matador und der VW Transporter, in der DDR der Framo V 501/2. In Frankreich stellte Citroën 1947 den Typ H vor.
Im Laufe Jahre wurden auch leichte Kleintransporter mit immer stärkeren Motoren ausgerüstet und komfortabler. Inzwischen stehen sie sowohl in Fahrleistungen als auch Ausstattung einem Pkw kaum nach. Die Breite des Angebots wurde immer stärker spezialisiert und differenziert, um für jedes Nachfrage- und Preissegment ein passendes Fahrzeug im Programm zu haben. Häufiger noch als bei der Pkw-Herstellung gibt es bei Kleintransportern eine herstellerübergreifende Zusammenarbeit zwischen verschiedenen Fabrikaten. So werden etwa im Sevel-Süd-Werk, dem größten europäischen Werk für Kleintransporter, baugleiche Nutzfahrzeuge verschiedener Stellantismarken hergestellt. Der dort gefertigte Typ wird mittlerweile auch in Gleiwitz in Polen gebaut, dort mittlerweile auch als Toyota.

## Abgrenzung
Eine gesetzliche Definition, z. B. in der Straßenverkehrs-Zulassungs-Ordnung, gibt es nicht. Im unteren Grenzbereich sind die Hochdachkombis anzusiedeln, die jedoch meist als Pkw zugelassen sind. Zu den Kleintransportern gehören ebenfalls Lieferwagen/Kastenwagen, die sich nur in Details wie fehlenden hinteren Seitenscheiben von einem zugehörigen Pkw-Modell unterscheiden.
Inzwischen werden häufig auch Transporter mit einem zulässigen Gesamtgewicht von mehr als 3,5 t als Kleintransporter bezeichnet. Eigentlich sind es Leichte Lkw – eine Gruppe der Lkw, die bis zu einem zulässigen Gesamtgewicht von 7,5 Tonnen reicht und die nicht mehr mit dem Pkw-Führerschein gefahren werden dürfen. Konstruktiv und äußerlich haben sie sich teilweise stark den Kleintransportern angenähert. Zahlreiche Typen wie Mercedes-Benz Sprinter sind in Ausführungen für beide Nutzlastklassen im Angebot.
Ähnlich wie Lkw werden viele Kleintransporter auch mit Fahrerkabine und daran anschließenden unterschiedlichen Aufbauten angeboten. Wie bei den Hochdachkombis gibt es auf Basis der Kleintransporter von den meisten Herstellern ebenfalls einen Kleinbus zur Personenbeförderung, teilweise auch eine Mischform als „Doppelkabine“.
Sonderschutzfahrzeuge fallen wegen ihrer Panzerung gleichfalls in den Bereich der Leicht-Lkw. Bis zu einem zulässigen Gesamtgewicht von 4100 Kilogramm können sie mit einer Ausnahmegenehmigung auch mit Führerschein-Klasse B gefahren werden.

## Modelle

### Größenklassen aktueller Modelle
Für eine Unterteilung in kleine, mittlere und große Kleintransporter gibt es keine Definition. Die Übergänge zum Lieferwagen-Pkw einerseits und den Leichten Lkw andererseits werden oft nicht klar abgegrenzt. Da die meisten Hersteller mit der Zeit das Angebot an Kleintransportern auf mehrere Modelle erweitert haben, entstehen mehr oder weniger automatisch verschiedene Größenklassen.

### Weitere, z.T. historische Modelle
Folgende Liste zeigt ausgewählte, meist historisch wichtige Kleintransporter:
- Citroën: Typ H
- DKW: DKW-Schnellaster
- Düsseldorfer Transporter
- Hanomag-Henschel: Harburger Transporter
- Hyundai: H 100 / Porter
- IFA: Barkas B 1000
- Magirus M 10
- Mitsubishi: L 300
- Nissan: Urvan, Vanette
- Piaggio: Ape / Vespacar, Porter (Daihatsu Hijet)
- Škoda/TAZ: Škoda / TAZ 1203, TAZ 1500
- Subaru: Libero
- Suzuki: Carry / Super-Carry
- Tempo: Matador, Wiking, Rapid
- Toyota: LiteAce, Hiace

### Bilder

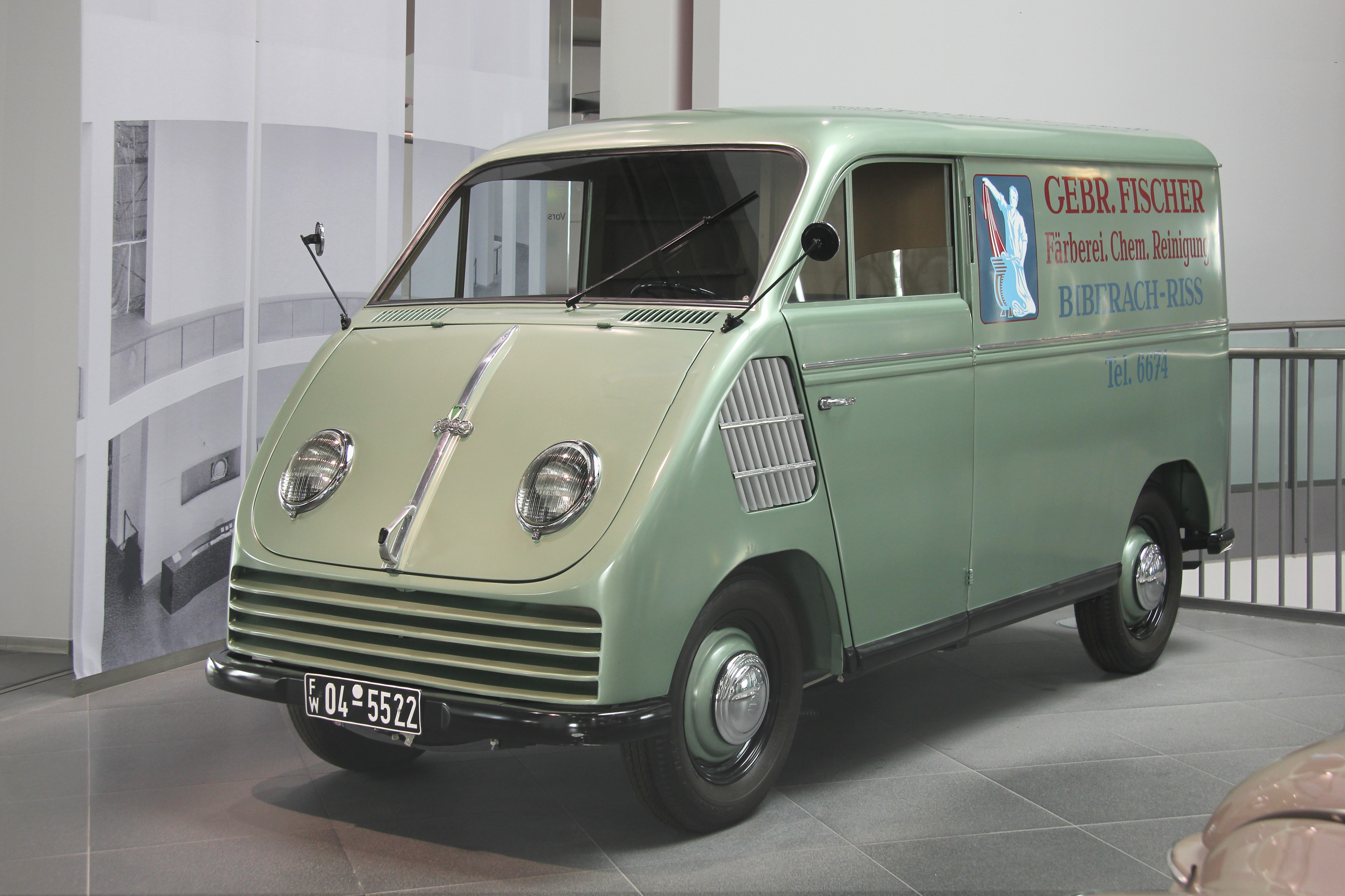
DKW-Schnellaster
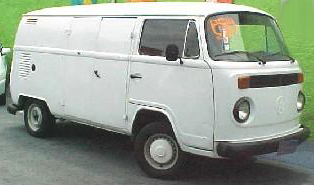
VW Transporter, zweite Generation
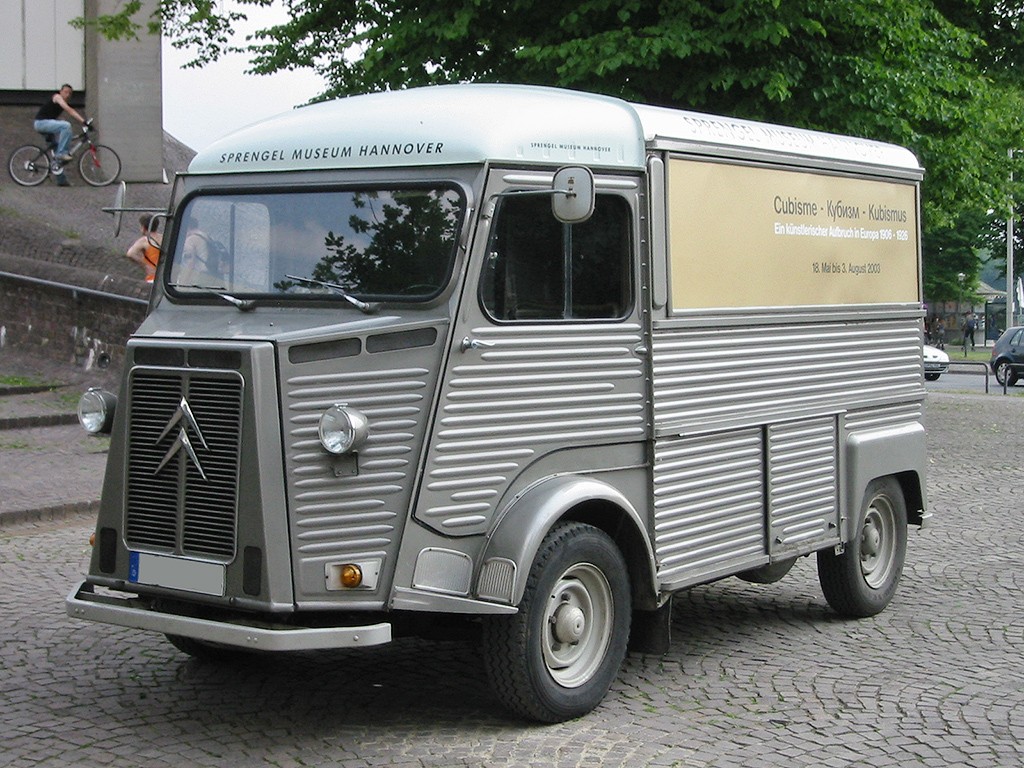
Citroën Typ H
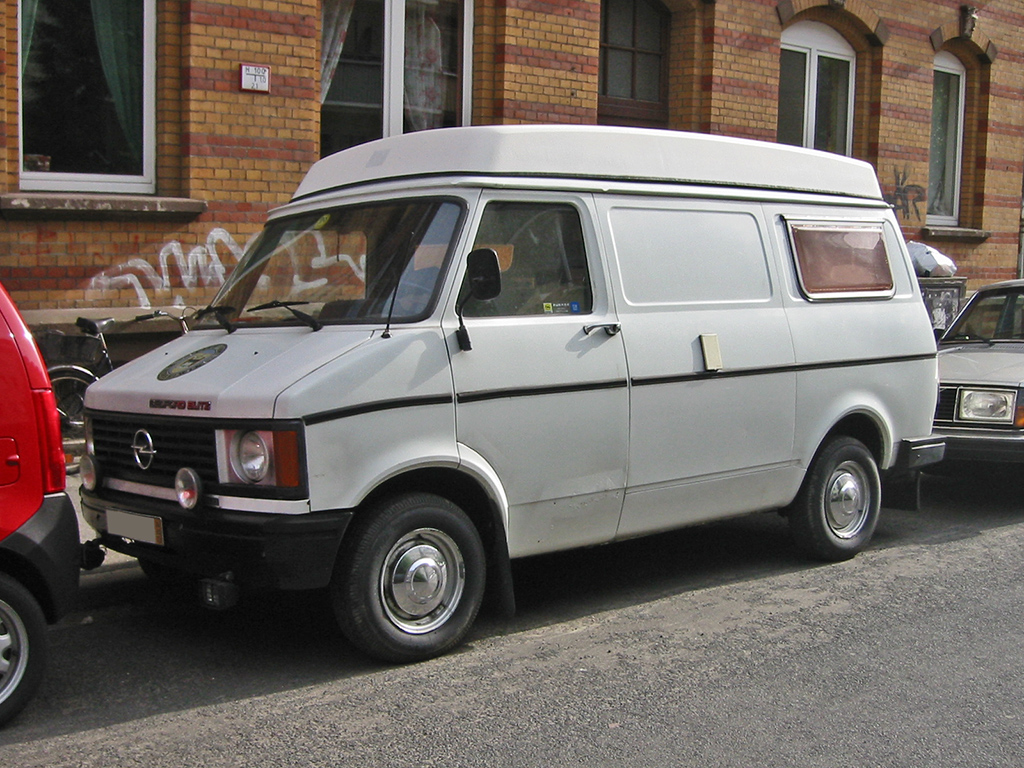
Bedford Blitz
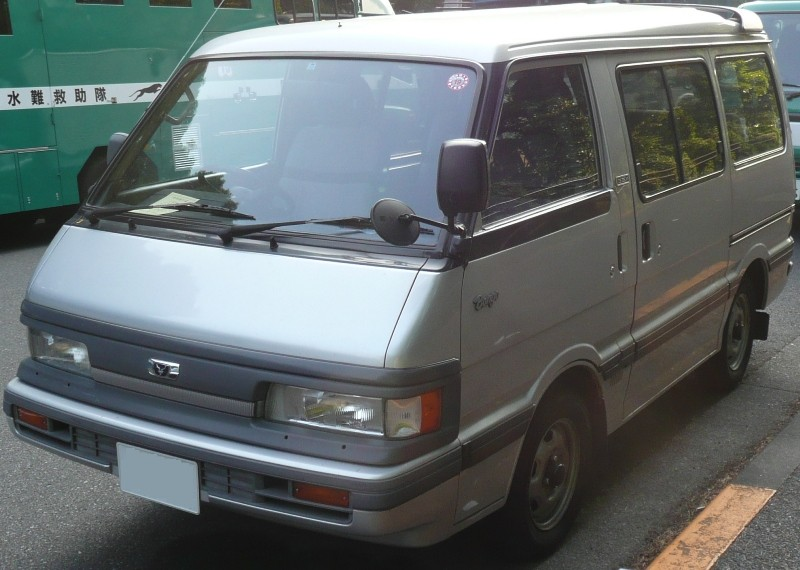
Mazda Bongo
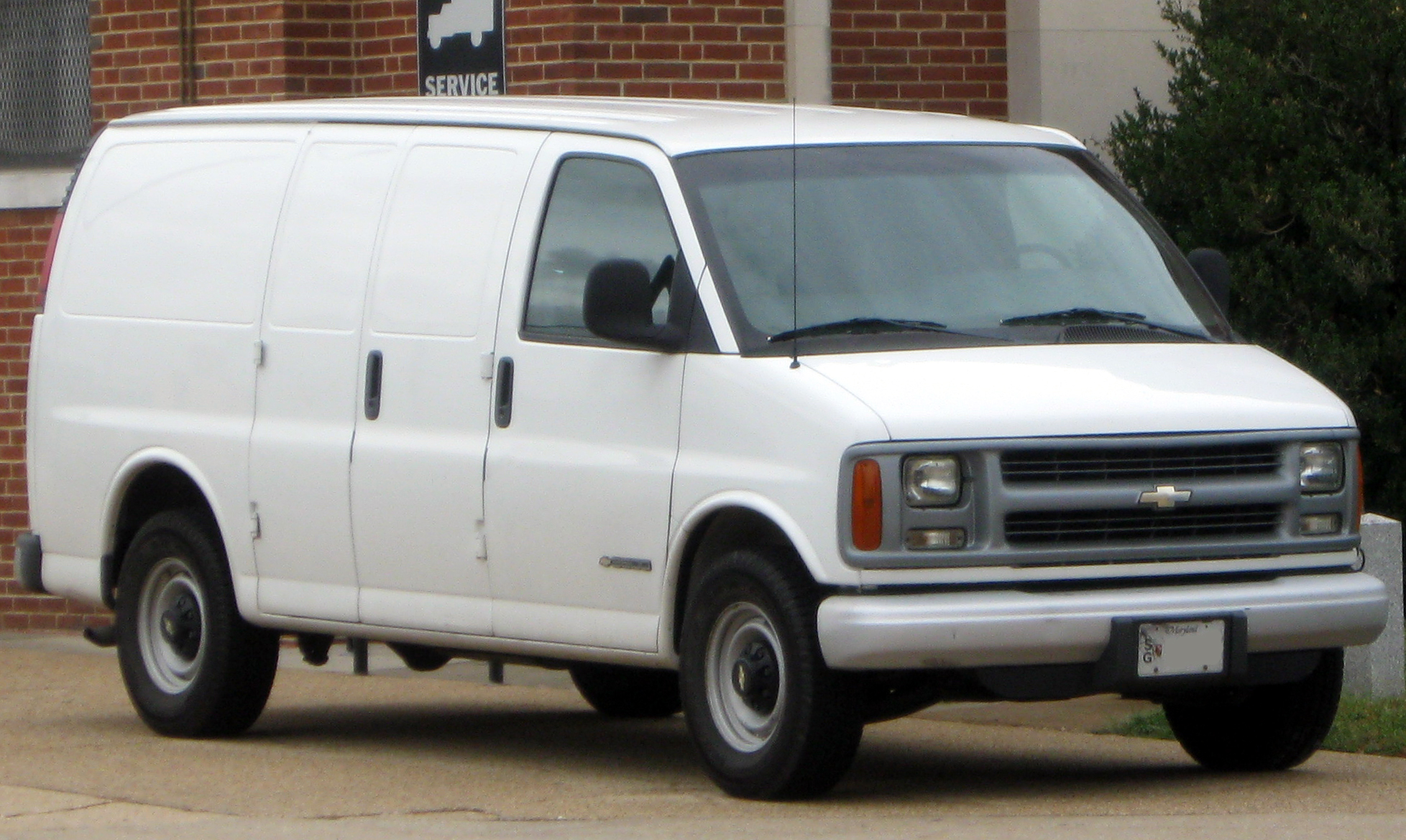
Chevrolet Express
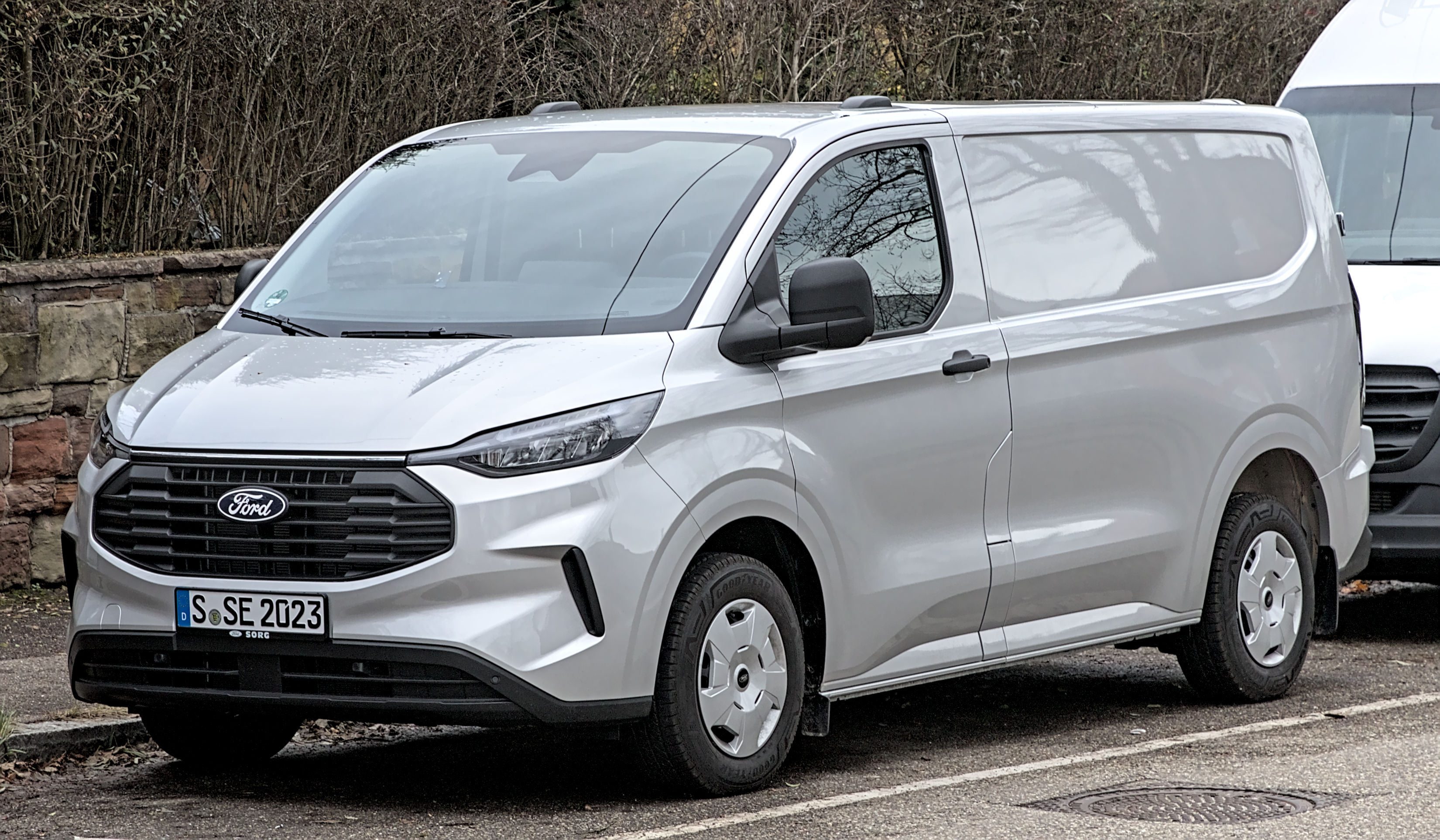
Ford Transit Custom
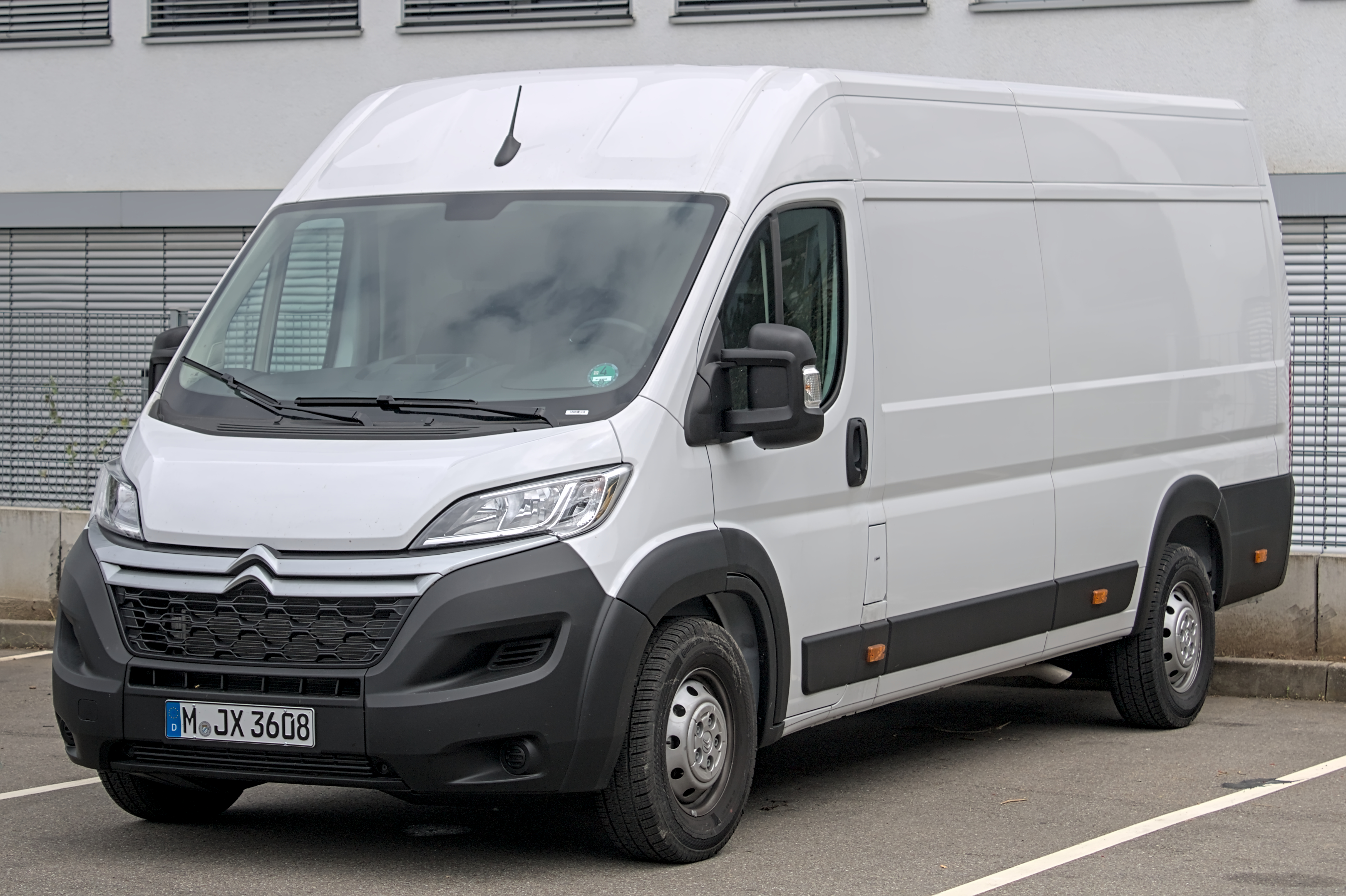
Citroën Jumper
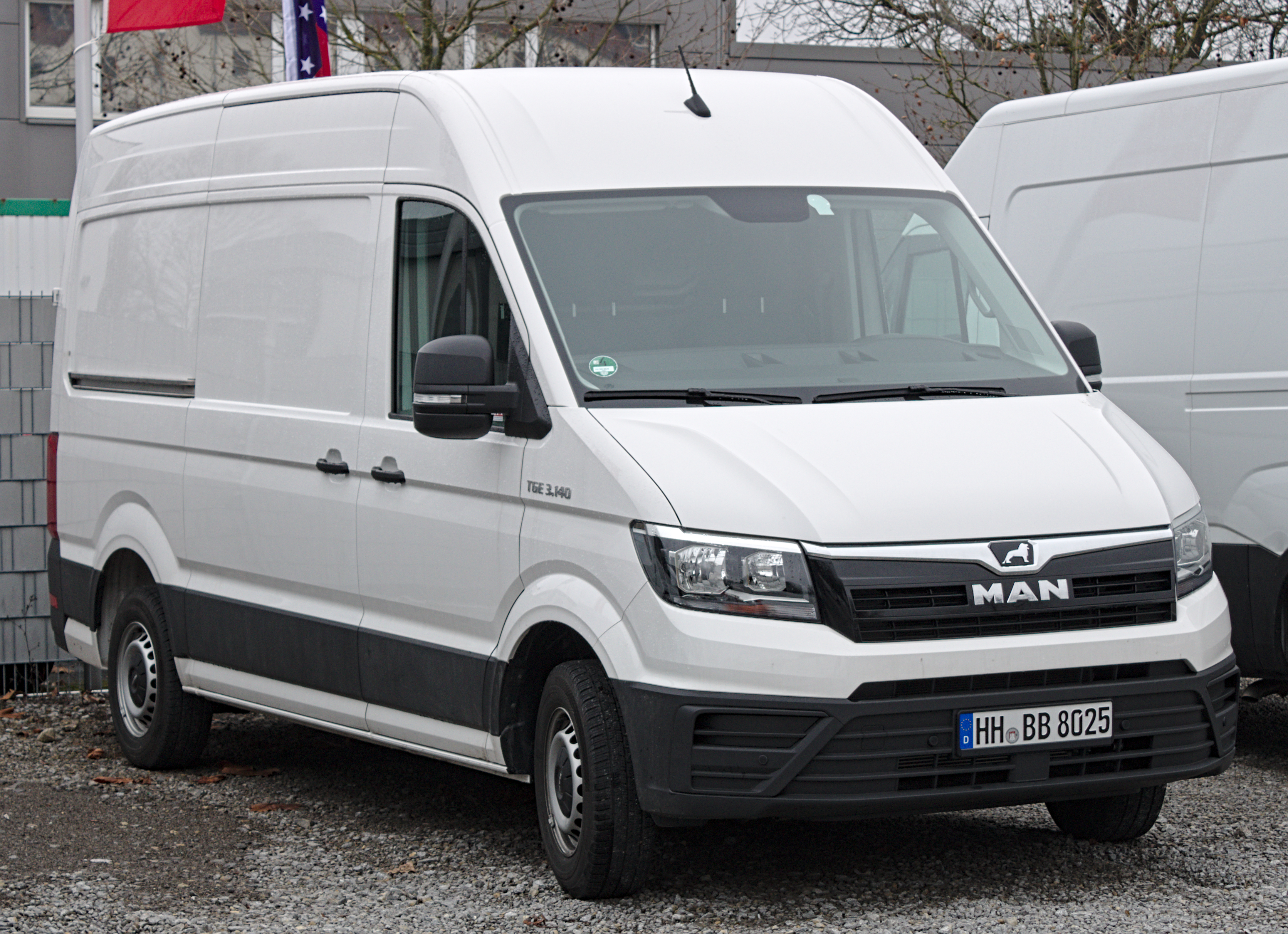
MAN TGE
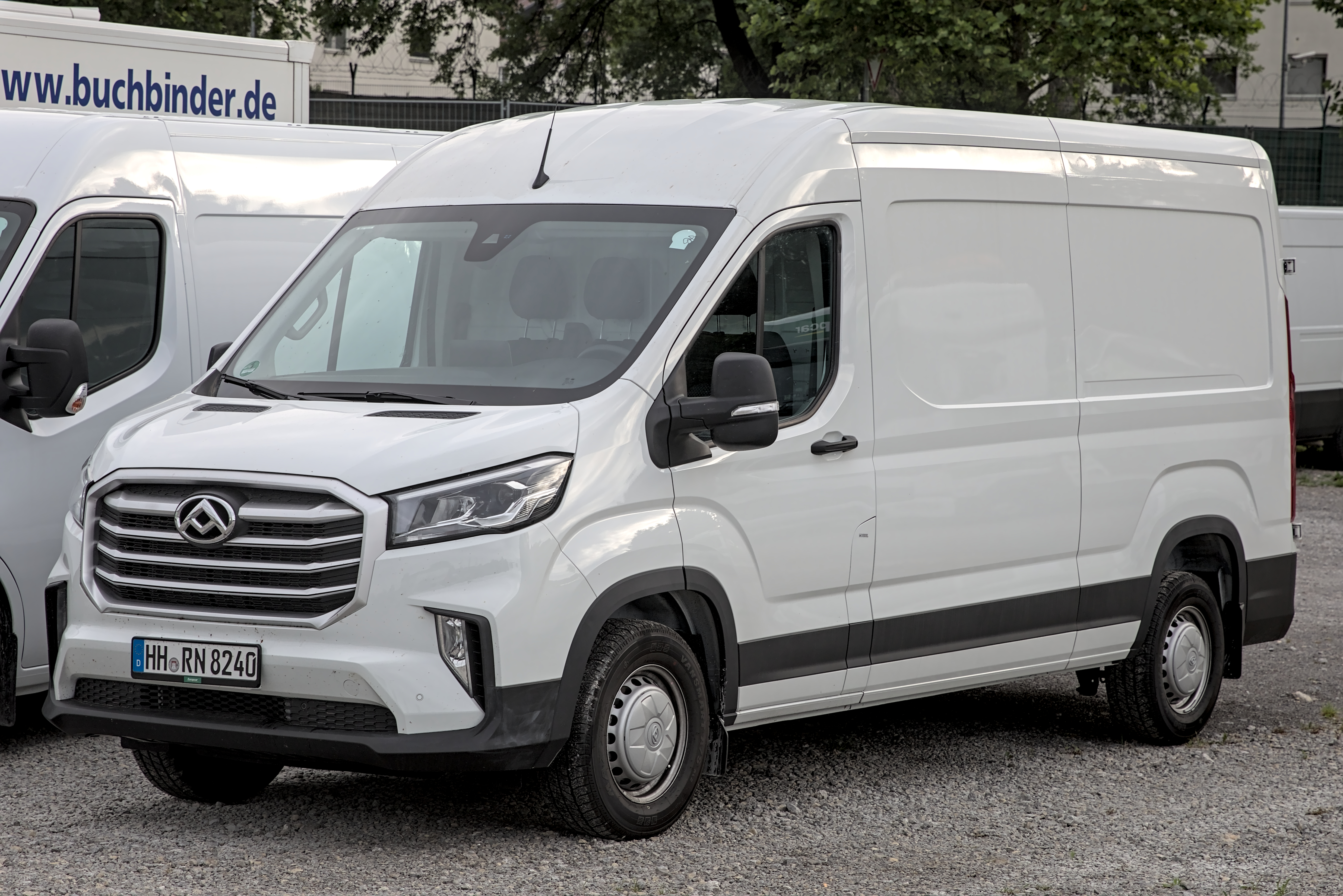
Maxus Deliver 9
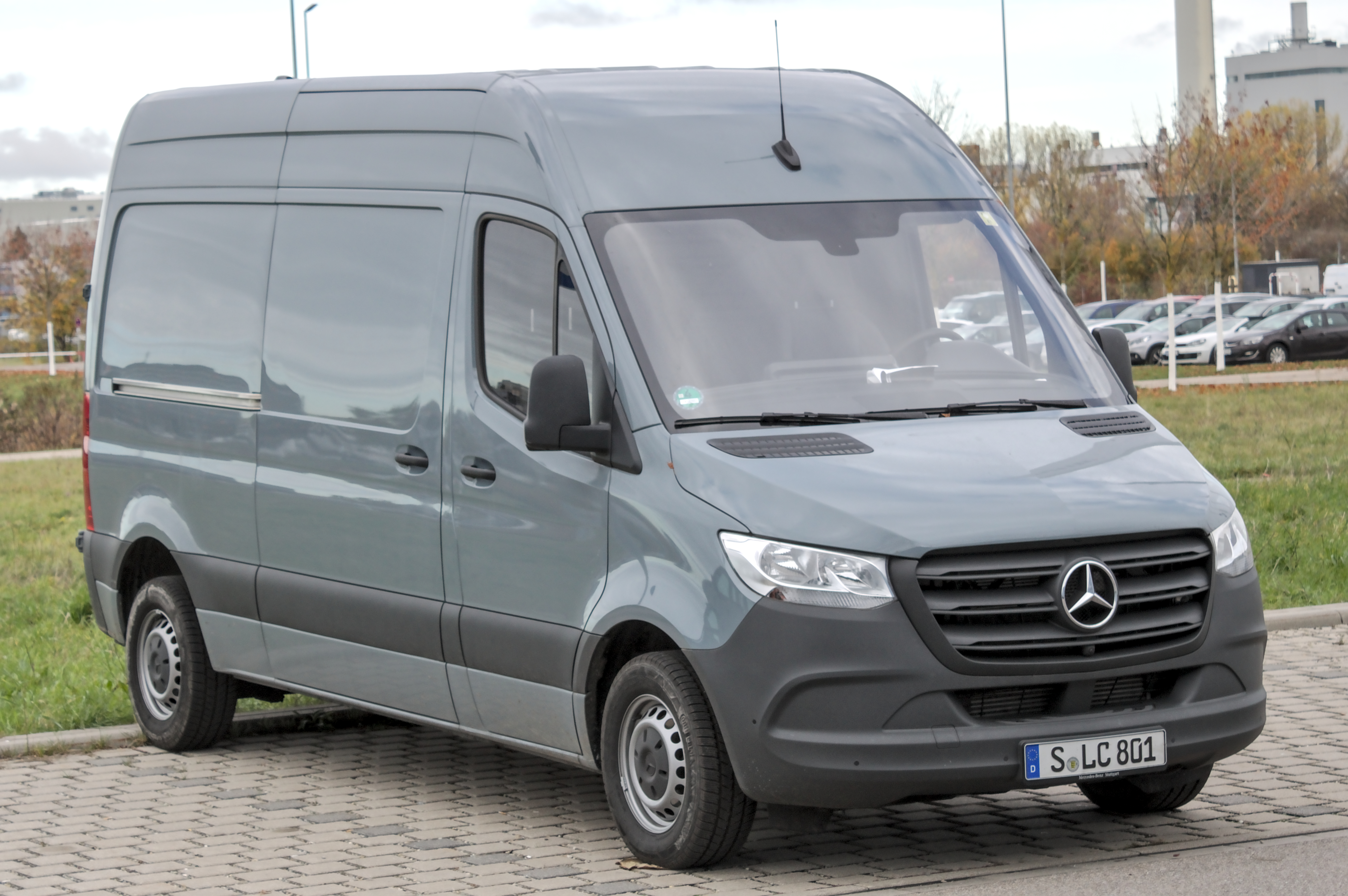
Mercedes-Benz Sprinter
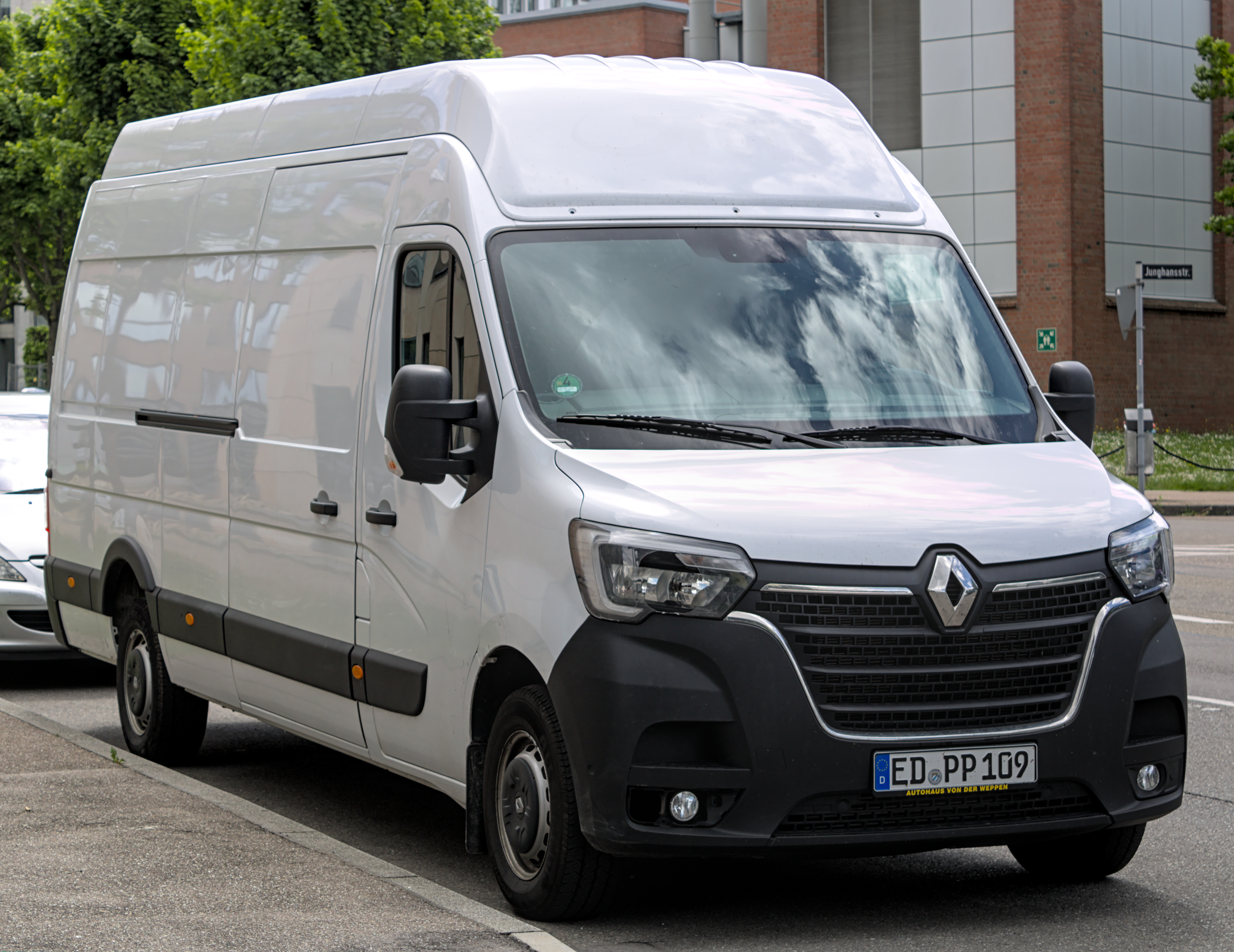
Renault Master
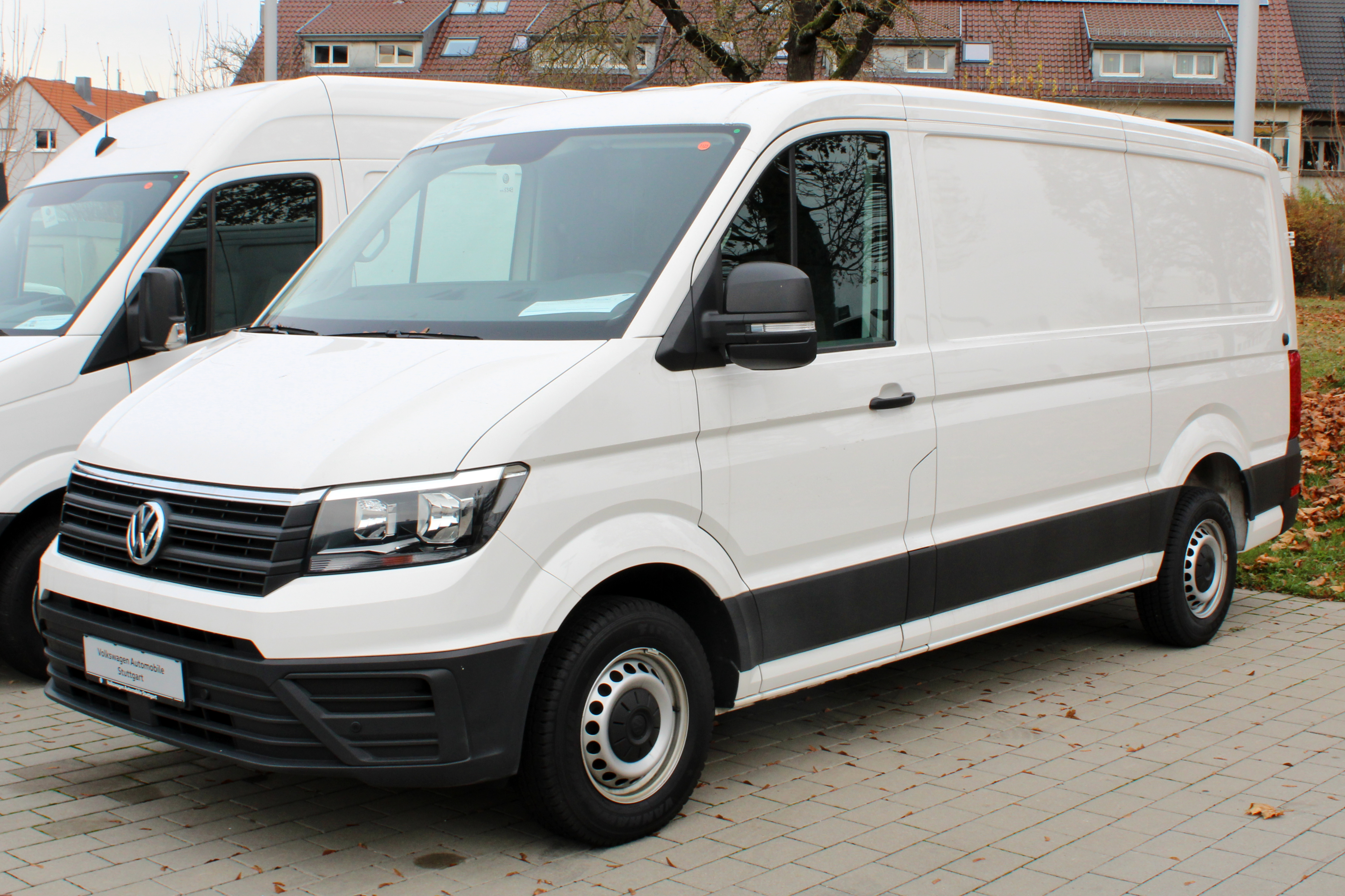
VW Crafter
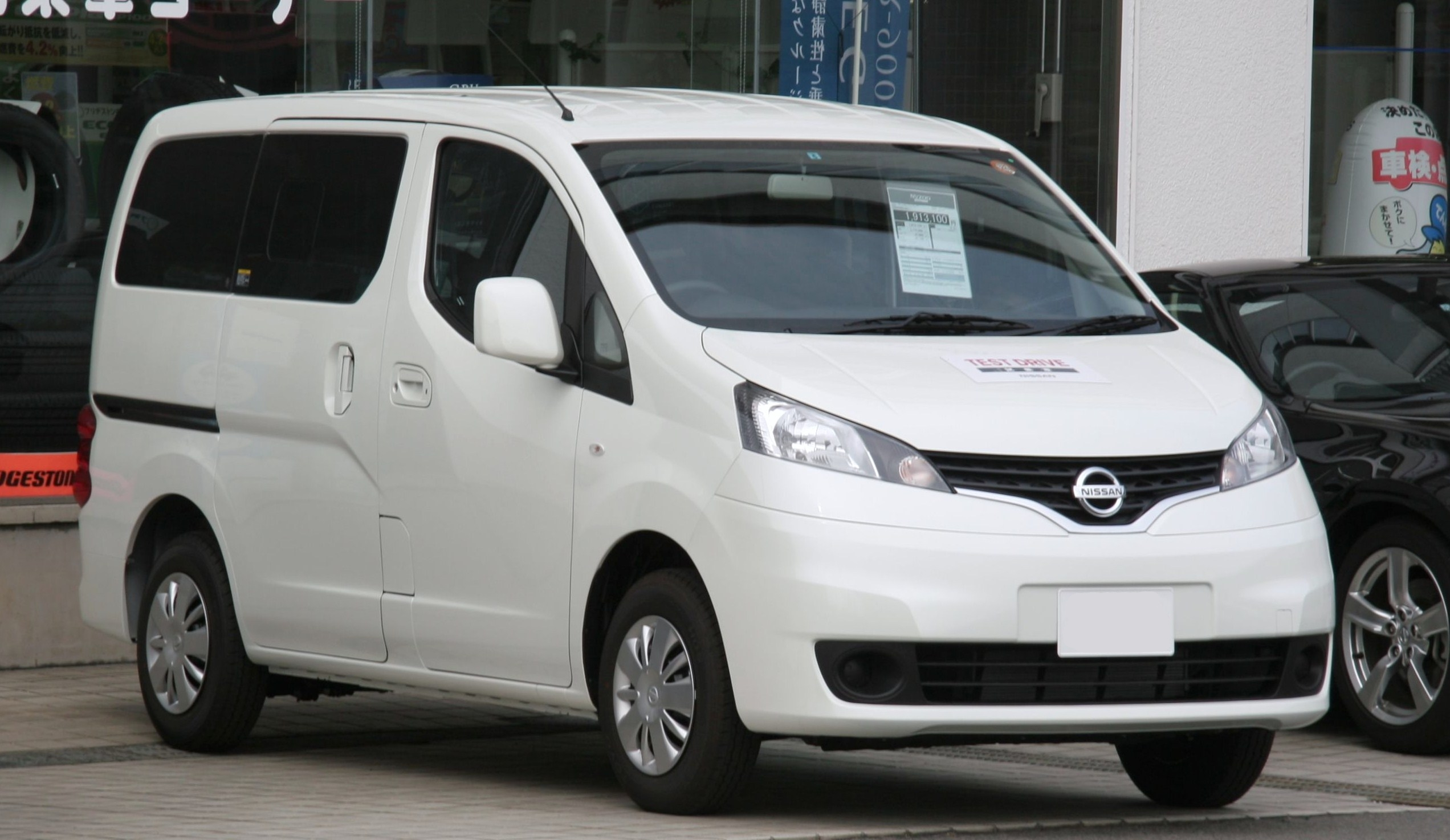
Nissan NV200
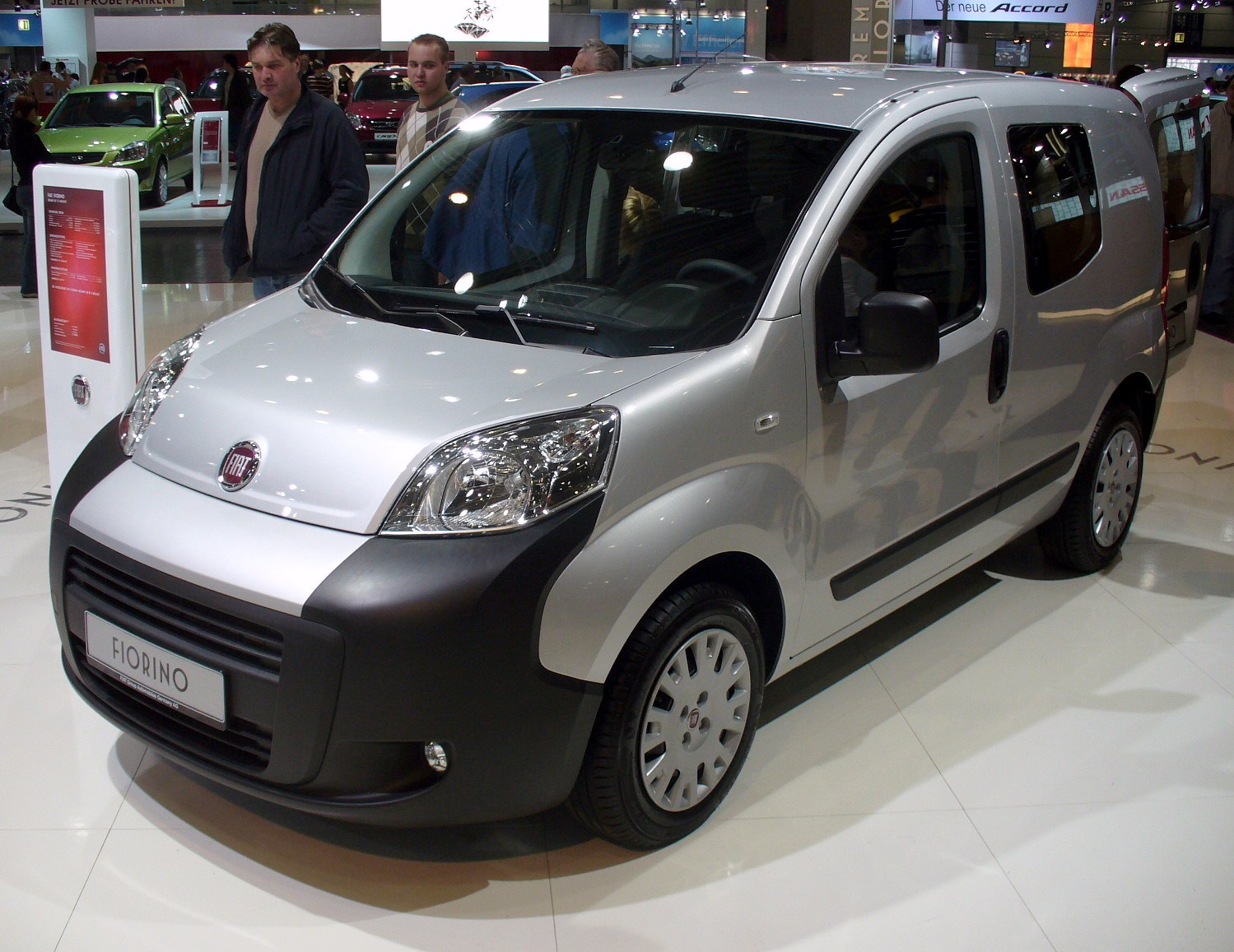
Fiat Fiorino

## Aufbauformen
Neben der typischen Aufbauform des Kastenwagens gibt es eine Vielzahl weiterer Aufbauformen für Kleintransporter. Kleinbusse werden oft als eigene Fahrzeugklasse behandelt.

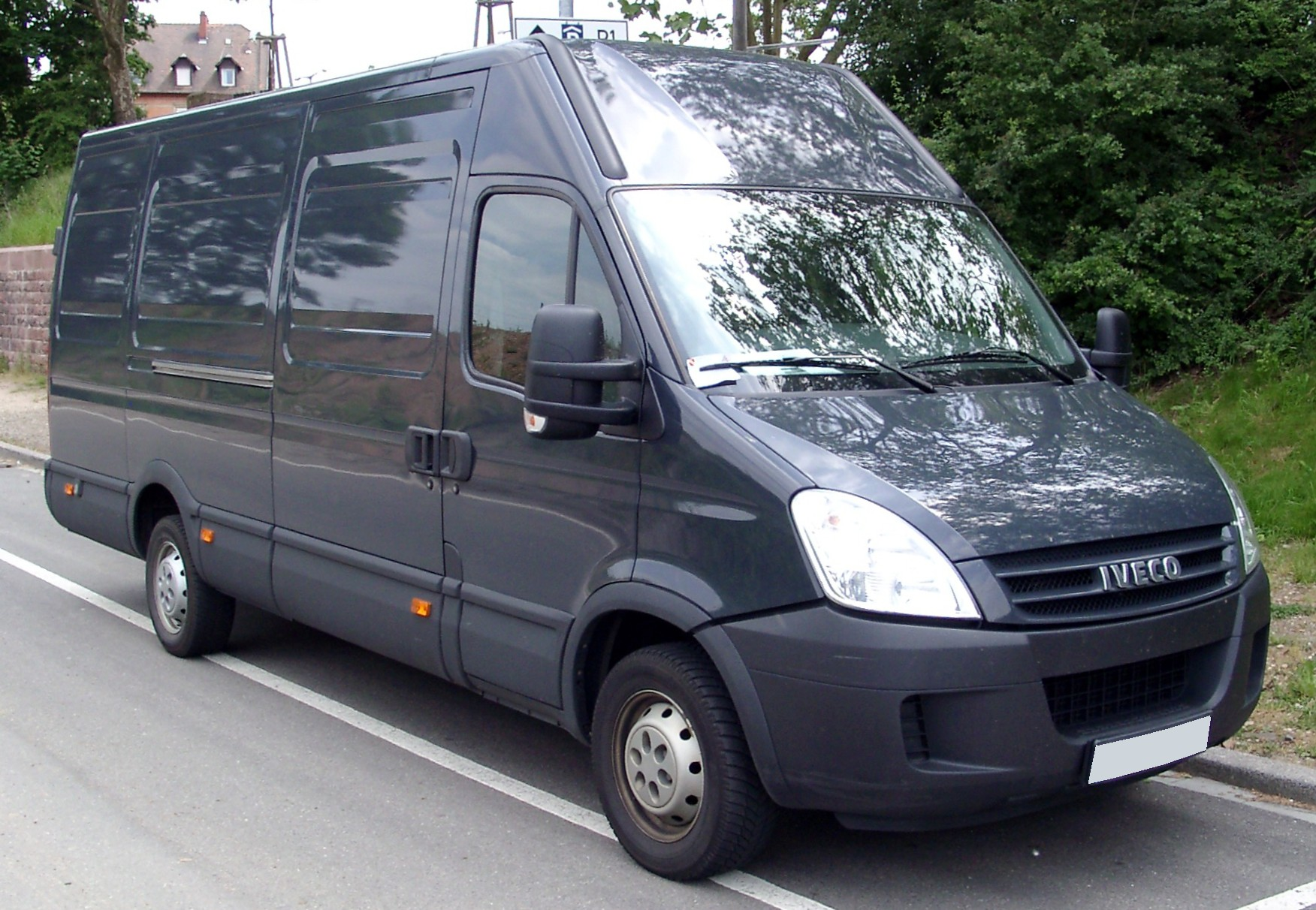
Iveco Daily als Kastenwagen
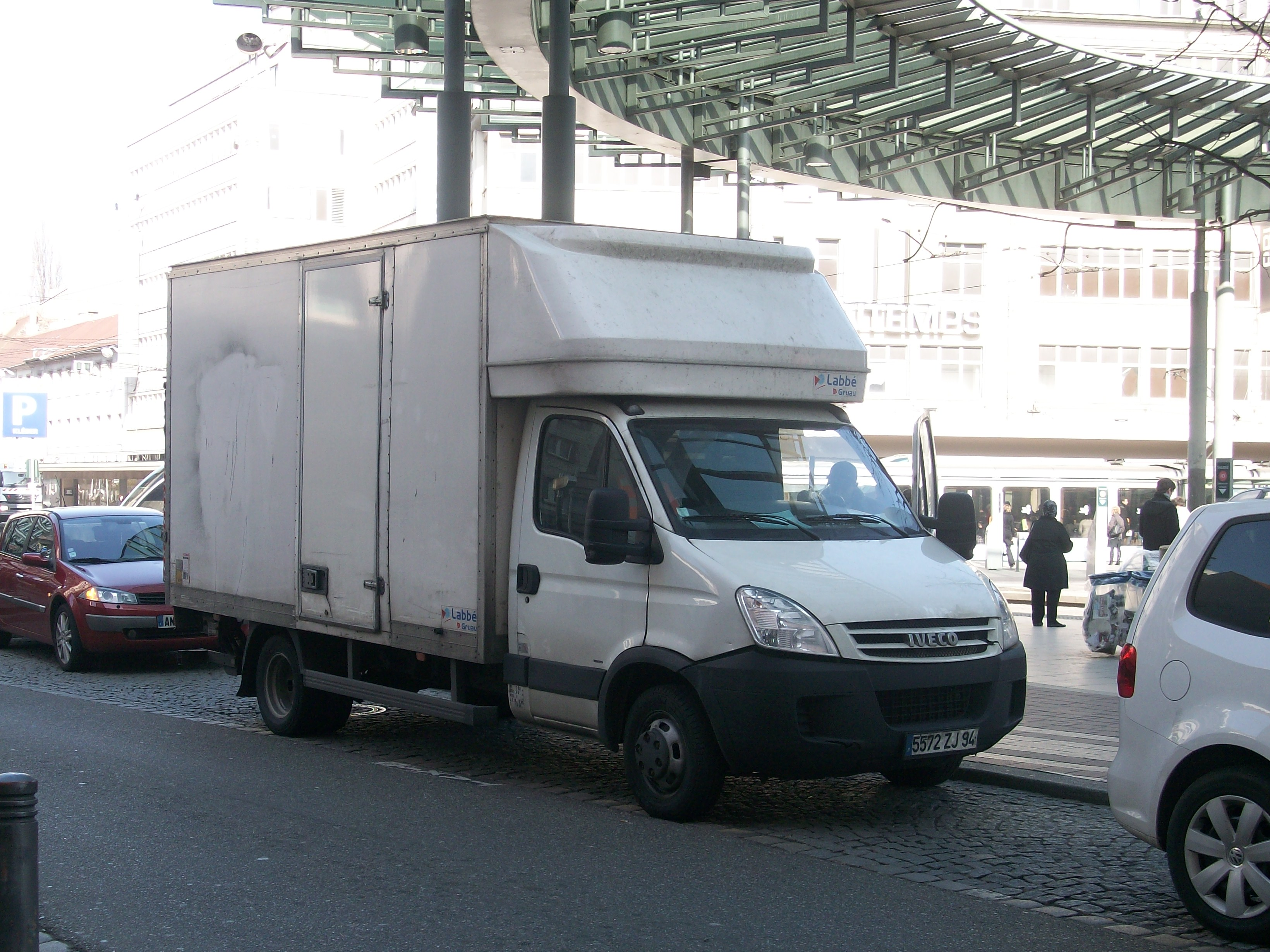
Iveco Daily mit Kofferaufbau
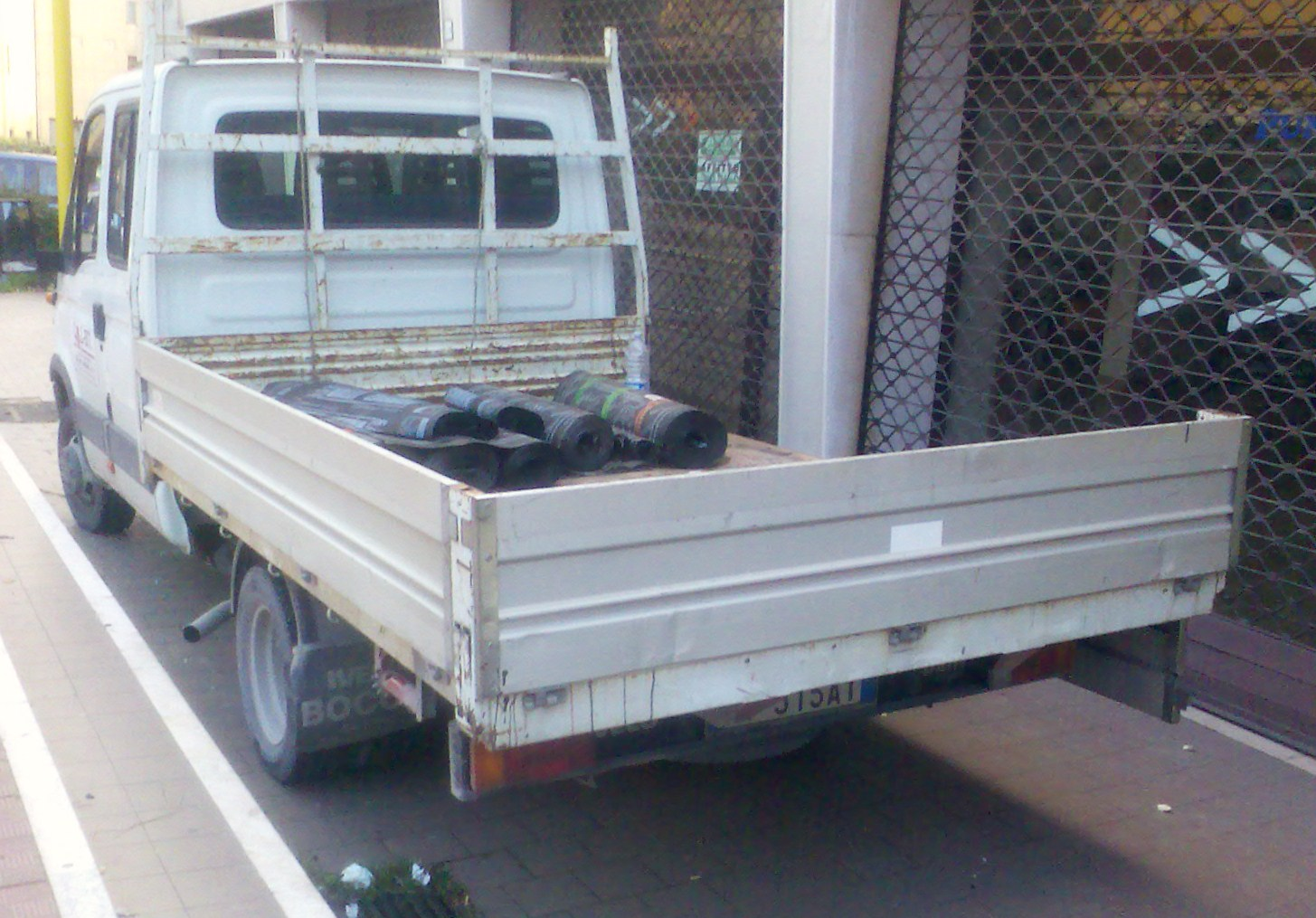
Iveco Daily mit Pritsche
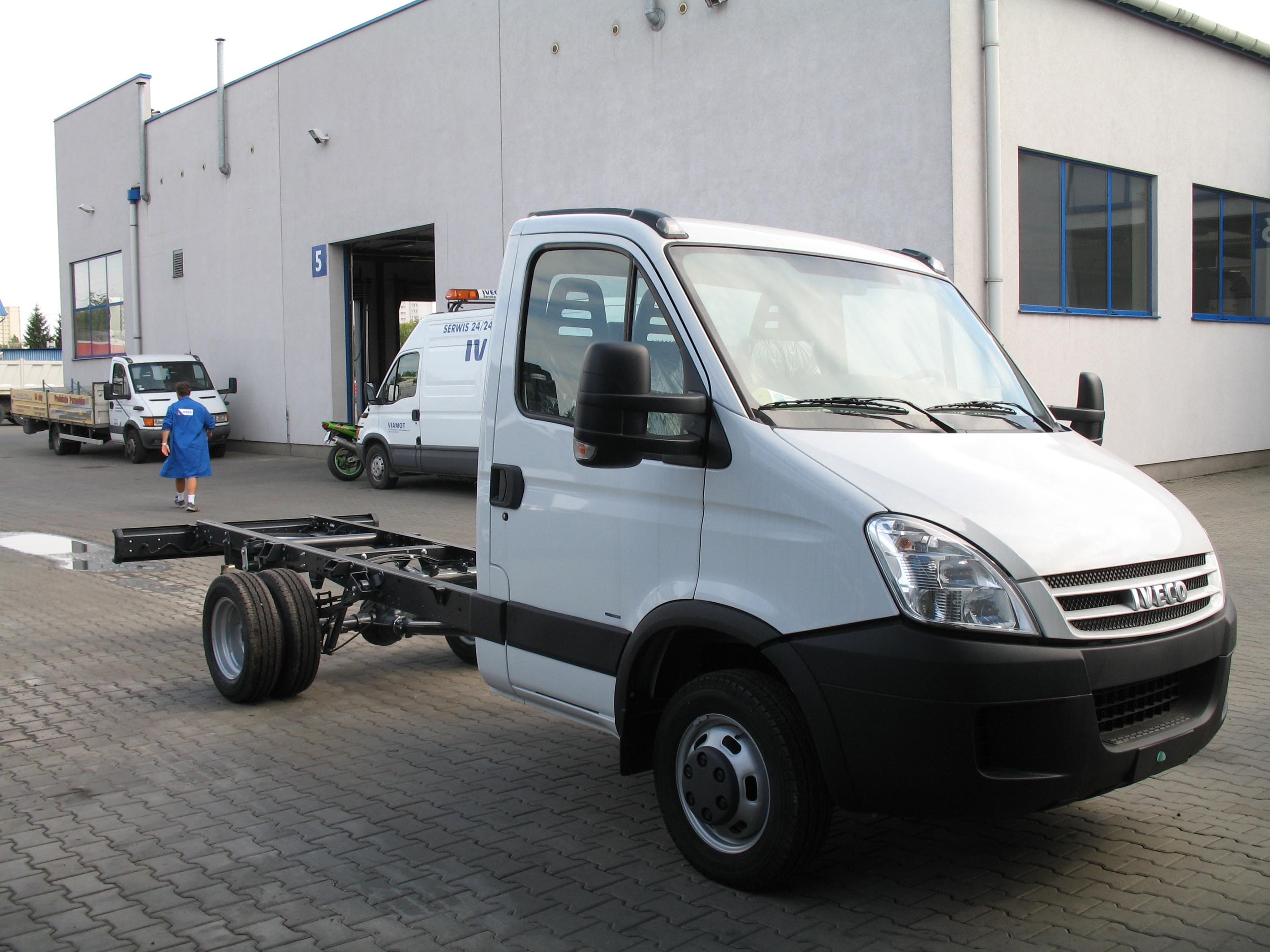
Iveco Daily als Fahrgestell
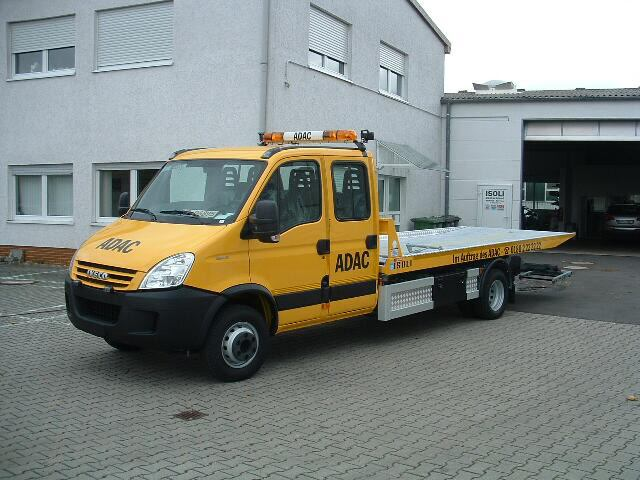
Iveco Daily als Fahrzeugtransporter
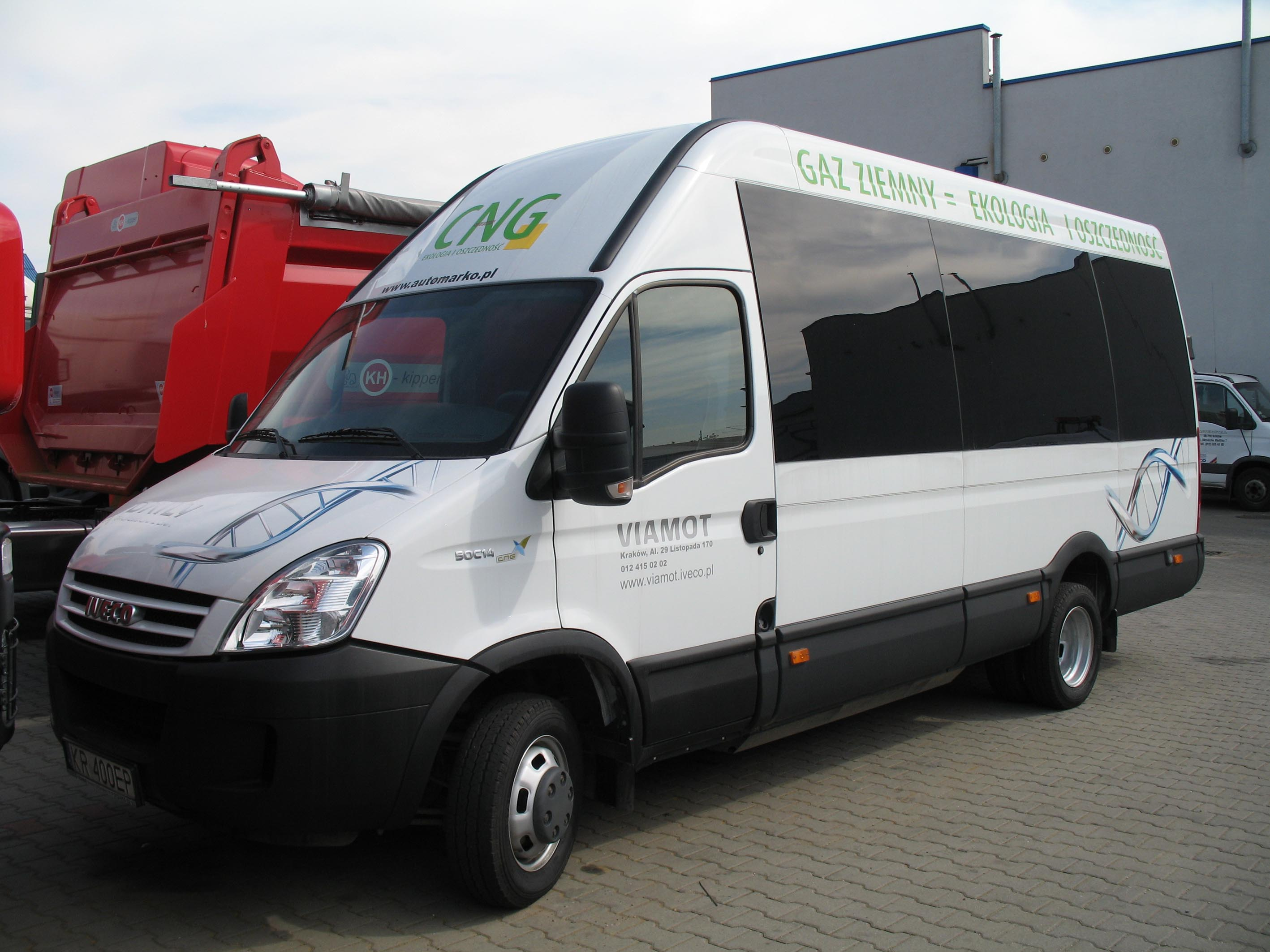
Iveco Daily als Kleinbus